# Ol' Dirty Bastard
Ol' Dirty Bastard (o també ODB), nom artístic de Russell Tyrone Jones (Brooklyn, Nova York, 15 de novembre de 1968 − Nova York, 13 de novembre del 2004), va ser un raper i productor musical estatunidenc membre de la banda Wu-Tang Clan.
El seu estil dur, el seu comportament salvatge i el seu llenguatge el van convertir en un dels membres de Wu-Tang més destacats, ja que cridava l'atenció tant als mitjans de comunicació com a la policia. A part de la banda Wu-Tang Clan també tingué èxit en solitari i col·laborant amb altres artistes com Mariah Carey, Busta Rhymes, Snoop Dogg o Kanye West. La seva carrera en solitari va començar el 1995 amb l'àlbum Return to the 36 Chambers: The Dirty Version, i el seguiren Nigga Please (1999) i A Son Unique, que finalment no fou publicat degut a la seva mort prematura.
Estigué nominat als premis Grammy de millor àlbum de rap per Return to the 36 Chambers: The Dirty Version (1996) i millor actuació de duet o grup per «Ghetto Supastar» (1999).
La seva mort es va produir el dissabte 13 de novembre de 2004 quan es trobava enregistrant als estudis de RZA. La causa de la mort fou una sobredosi de droga, ja que en l'autòpsia van trobar restes de cocaïna i uns calmants tramadol que tenia per prescripció mèdica. El seu funeral es realitzà al Brooklyn's Christian Cultural Center de Nova York.

## Discografia
- Return to the 36 Chambers: The Dirty Version (1995)
- Nigga Please (1999)
- The Dirty Story, The Best Of ODB (2001)
- Trials & Tribulations of Russell Jones (2002)
- Osirus (2005)
- Message to the Other Side, Osirus Part 1 (2009)
- A Son Unique